# Завражнов, Иван Дмитриевич
Иван Дмитриевич Завражнов (1906—1943) — советский военный лётчик. Участник освободительного похода в Западную Украину и Западную Белоруссию, Советско-финской войны 1939—1940 годов и Великой Отечественной войны. Герой Советского Союза (1943, посмертно). Подполковник авиации.

## Биография
Иван Дмитриевич Завражнов родился 11 ноября 1906 года в губернском городе Рязань Российской империи (ныне областной центр Российской Федерации) в семье рабочего. Русский. Получил начальное образование. После школы работал в слесарной мастерской депо железнодорожной станции Рязань-1. В 1923 году по комсомольской путёвке И. Д. Завражнов был направлен в Ленинградскую военно-техническую лётную школу. После её окончания в 1926 году служил в Северо-Кавказском военном округе. Осенью 1928 года младшего лётчика И. Д. Завражного направили на переподготовку в Оренбург, в 3-ю военную школу лётчиков и лётнабов. Затем были гарнизоны Закавказского и Украинского военных округов. В 1931 году Ивана Дмитриевича назначили инструктором по технике лётного пилотирования 2-й военной школы лётчиков Красного Воздушного флота в городе Борисоглебске. После окончания в 1938 году Высшей лётно-тактической школы в Липецке, Завражнов был назначен старшим лётчиком-инструктором по технике пилотирования истребительного полка, дислоцировавшегося на аэродроме города Старая Русса. В его составе в сентябре 1939 года Иван Дмитриевич принял участие в Польском походе РККА. С ноября 1939 года принимал участие в Советско-финской войне 1939—1940 годов. Был награждён орденом Красного Знамени и медалью «За отвагу». В 1940 году майор И. Д. Завражнов был назначен заместителем командира 72-го бомбардировочного полка 55-й смешанной авиационной дивизии Ленинградского военного округа. Полк перед войной базировался на аэродроме в Старой Руссе.
В боях с немецко-фашистскими захватчиками майор И. Д. Завражнов с июня 1941 года. За время участия в боевых действиях летал на бомбардировщиках СБ, истребителях ЛаГГ-3, бомбардировщиках и самолётах-разведчиках Пе-2 и Пе-3. К декабрю 1941 года И. Д. Завражнов в составе 72-го бомбардировочного полка 55-й смешанной авиационной дивизии ВВС 7-й армии Северного фронта совершил 16 успешных вылетов на бомбардировку войск противника на петрозаводском направлении. В январе — марте 1942 года полк был перевооружён самолётами Пе-2 и вошёл в состав 6-й ударной авиационной группы Северо-Западного фронта. В середине апреля 1942 года Иван Дмитриевич получил очередное воинское звание подполковник и 20 апреля 1942 года был назначен командиром 238-го истребительного авиационного полка 239-й истребительной авиационной дивизии 6-й воздушной армии Северо-Западного фронта. Под его командованием к 28 июня 1942 года полк совершил 642 успешных боевых вылета. В воздушных боях было сбито 19 самолётов противника. Сам подполковник Завражнов совершил 26 боевых вылетов и сбил один Ме-109.
В июне 1942 года за самовольный вылет на штурмовку аэродрома противника Иван Дмитриевич был отстранён от командования полком и в целях «перевоспитания» был переведён в тыловой учебный полк. Там он освоил самолёт-разведчик Пе-2 и 15 октября 1942 года был назначен командиром 6-й отдельной дальне-разведывательной авиационной эскадрильи ВВС Северо-Западного фронта. Под его командованием эскадрилья совершила 100 боевых вылетов на разведку аэродромов и скоплений войск противника. Сам Иван Дмитриевич в должности командира эскадрильи совершил 35 разведывательных вылетов.
20 февраля 1943 года подполковник И. Д. Завражнов был назначен командиром 72-го отдельного разведывательного авиационного полка 6-й воздушной армии Северо-Западного фронта. Под его командованием полк совершил 540 боевых вылетов на разведку тылов и аэродромов противника, его переднего края обороны. Боевые вылеты совершались одиночными экипажами без сопровождения истребителей. Сам подполковник Завражнов совершил 38 боевых вылетов. Добытые летчиками разведданные способствовали эффективным ударам бомбардировочной и штурмовой авиации по окруженной демянской группировке врага, за что Иван Дмитриевич был награждён лично маршалом авиации СССР А. А. Новиковым орденом Александра Невского.
28 августа 1943 года при выполнении задания в районе села Бяково Старорусского района Ленинградской области (ныне Новгородской области) И. Д. Завражнов погиб. Первоначально его похоронили на кладбище села Макарово Калининской (ныне Тверской) области, а впоследствии перезахоронили в соседнем селе Выползово. 28 сентября 1943 года подполковнику Ивану Дмитриевичу Завражнову было присвоено звание Героя Советского Союза посмертно.

## Награды
- Медаль «Золотая Звезда» (28.09.1943);
- орден Ленина (28.09.1943);
- орден Красного Знамени (1940);
- орден Александра Невского (21.02.1943);
- орден Отечественной войны 1 степени (31.08.1943);
- орден Красной Звезды (1936);
- медаль «За отвагу» (1939).

## Память
- Мемориальная доска в честь Героя Советского Союза И. Д. Завражнова установлена на здании Рязанского филиала Московского института экономики и права (МИЭП).
- Именем Героя Советского Союза И. Д. Завражнова названы улицы Рязани и Петрозаводска, а также улица в посёлке Чална-1 (гарнизон Бесовец) в Республике Карелия[1].
- В 1960-х годах в Рязани проводились спортивные соревнования по лыжным гонках на приз имени Героя Советского союза Ивана Дмитриевича Завражнова[2].
- Герою Советского Союза И. Д. Завражнову посвящено стихотворение М. Алигер «В нелётный день».

## Оценки и мнения
Есть люди, образ которых постепенно стирается из памяти. Но такого, как Иван Дмитриевич, забыть нельзя. В 6-й воздушной армии его знали буквально все. О нём рассказывали случаи, напоминающие легенды. Силой Иван обладал необычайной. Но не только и не столько этим он снискал себе славу. Был он прежде всего смелым, хорошо подготовленным лётчиком и прекрасным командиром. В части его любовно называли «Иван Завражнов — трижды отважный». И в рифму, и во всех отношениях правда. На груди у него кроме боевых орденов красовались три медали «За отвагу». Ими Иван Дмитриевич особенно гордился.— Герой Советского Союза Ф. П. Полынин. Боевые маршруты.

## Документы
- Общедоступный электронный банк документов «Подвиг Народа в Великой Отечественной войне 1941—1945 гг.» Архивировано 13 марта 2012 года.

Герой Советского Союза. Архивировано 25 декабря 2012 года.
Орден Александра Невского. Архивировано 25 мая 2013 года.
Орден Отечественной войны 1-й степени. Архивировано 25 мая 2013 года.
- Обобщённый банк данных «Мемориал». Архивировано 10 мая 2012 года.

ЦАМО, ф. 58, оп. 18001, д. 900.
ЦАМО, ф. 33, оп. 11458, д. 63., Информация из списка захоронения 69-58.
Учётная карточка захоронения 69-58.
Схема захоронения 69-58.